# Union Electric Company
Union Electric Company war ein US-amerikanischer Hersteller von Automobilen. Eine andere Quelle verwendet die Firmierung Union Electric Vehicle Company.

## Unternehmensgeschichte
Das Unternehmen wurde 1899 in Portland in Maine gegründet. Im gleichen Jahr begann die Produktion von Automobilen. Der Markenname lautete Union. Noch 1899 endete die Produktion. Insgesamt entstanden nur wenige Fahrzeuge.
Weitere US-amerikanische Hersteller von Personenkraftwagen der Marke Union waren Union Automobile Company, Union Automobile Manufacturing Company, Union Carriage Company, Union Sales Company und Union Automobile Company.

## Fahrzeuge
Angekündigt waren Fahrzeuge mit verschiedenen Motorarten. So werden Elektromotoren, Dampfmotoren, Ottomotoren, Motoren mit dem Betriebsstoff Naphtha sowie Motoren für komprimierte Luft genannt. Der letztgenannte Motor sollte der wichtigste werden. Viele dieser Ankündigungen wurden nicht umgesetzt. Die Neupreise begannen bei 200 US-Dollar.
Eine zweite Quelle nennt nur Elektroautos.